# شاين كوران
شاين كوران (بالإنجليزية: Shane Curran)‏ هو لاعب كرة القدم الغالية ولاعب كرة قدم أيرلندي، ولد في 3 أبريل 1971 في Castlerea ‏ في جمهورية أيرلندا. لعب مع Roscommon Senior Football Team ‏.